# Ładomyr Włodzimierz
Ładomyr Włodzimierz (ukr. ЖФК «Ладомир» Володимир) – ukraiński klub piłki nożnej kobiet oraz futsalu, mający siedzibę w mieście Włodzimierzu obwodu wołyńskiego w północno-zachodniej części kraju. Od sezonu 2017/2018 występuje w rozgrywkach ukraińskiej Wyższej ligi.

## Historia
Chronologia nazw:
- 2003: ŻFK Ładomyr Włodzimierz Wołyński (ukr. ЖФК «Ладомир» Володимир-Волинський)
- 2022: ŻFK Ładomyr Włodzimierz (ukr. ЖФК «Ладомир» Володимир)

Kobieca drużyna piłkarska Ładomyr została założona we Włodzimierzu w 2003 roku na bazie miejscowej sekcji kobiecej piłki nożnej w specjalistycznej szkole z internatem. Zespół przez dłuższy czas startował w mistrzostwach Ukrainy w futsalu. W sezonie 2016/2017 zajął trzecie miejsce w grupie A Pierwszej lidze futsalu. W następnym sezonie 2017/18 klub zgłosił się do rozgrywek Wyższej ligi, zajmując trzecie miejsce w grupie B. Również w sezonie 2017 klub debiutował na dużym boisku w rozgrywkach Pierwszej ligi, w której pokonał 2:1 w finale Mariupolczanka Mariupol. W sezonie 2017/18 klub zajął końcowe ósme miejsce w rozgrywkach Wyższej ligi. Sezon 2019/20 klub ze względu na COVID-19 nie dograł do końca, ale pozostał w następnym sezonie na najwyższym poziomie.

## Barwy klubowe, strój, herb, hymn
|  |

Klub ma barwy fioletowe. Piłkarki domowe spotkania zazwyczaj grają w jasnozielonych koszulkach, jasnozielonych spodenkach oraz jasnozielonych getrach.

## Sukcesy

### Trofea międzynarodowe
Nie uczestniczył w rozgrywkach europejskich (stan na 31-05-2021).

### Trofea krajowe
| \| \| Zdobyte trofea w rozgrywkach Ukrainy (stan na: 31-05-2021) \| |                                                            |      |                  |
| Rozgrywki                                                           | Osiągnięcie                                                | Razy | Sezon(y)         |
| Mistrzostwo                                                         | I miejsce                                                  | 0    |                  |
| Mistrzostwo                                                         | II miejsce                                                 | 0    |                  |
| Mistrzostwo                                                         | III miejsce                                                | 0    |                  |
| Mistrzostwo                                                         | 4.miejsce                                                  | 1    | 2020/21          |
| Puchar                                                              | zdobywca                                                   | 0    |                  |
| Puchar                                                              | finalista                                                  | 0    |                  |
| Puchar                                                              | półfinalista                                               | 2    | 2020/21, 2021/22 |
| II liga                                                             | I miejsce                                                  | 1    | 2017             |
| II liga                                                             | II miejsce                                                 | 0    |                  |
| II liga                                                             | III miejsce                                                | 0    |                  |
| Ukraina                                                             | Zdobyte trofea w rozgrywkach Ukrainy (stan na: 31-05-2021) |      |                  |

### Inne trofea
- Puchar Ukrainy w futsalu kobiet:
  - zdobywca: 2018/19

## Poszczególne sezony

### Rozgrywki międzynarodowe

#### Europejskie puchary
Nie uczestniczył w rozgrywkach europejskich (stan na 31-05-2023).

### Rozgrywki krajowe
| \| Ukraina \| Bilans występów klubu w rozgrywkach piłkarskich Ukrainy (Stan na 31 maja 2023 r.) \| \| |                                                                                   |        |       |   |   |   |    |    |     |            |        |        |      |
| Poziom                                                                                                | Rozgrywki                                                                         | Sezony | Mecze | Z | R | P | B+ | B– | Pkt | Lata       | Awanse | Spadki | Naj. |
| I | Wyszcza liha                                                                      | 6      |       |   |   |   |    |    |     | od 2017/18 | 0      | 0      | 4    |
| II | Persza liha                                                                       | 1      |       |   |   |   |    |    |     | 2017       | 1      | 0      | 1    |
| | Puchar Ukrainy                                                                    | 3      |       |   |   |   |    |    |     | od 2018/19 | 0      | 0      | 1/2  |
| Ukraina                                                                                               | Bilans występów klubu w rozgrywkach piłkarskich Ukrainy (Stan na 31 maja 2023 r.) |        |       |   |   |   |    |    |     |            |        |        |      |

## Piłkarki, trenerzy, prezydenci i właściciele klubu

### Trenerzy
| Lp. | Imię i nazwisko | Okres urzędowania | Okres urzędowania |
| --- | --------------- | ----------------- | ----------------- |
| 1.  | Ołeh Bortnik    | 01.02.2014        | obecnie           |

## Struktura klubu

### Stadion
Drużyna rozgrywa swoje mecze domowe na stadionie Olimp we Włodzimierzu, który może pomieścić 2 tys. widzów.

### Derby
- Karpaty Lwów
- Lwiw-Jantaroczka
- Lwiwianka Lwów
- Prykarpattia-DJuSSz-3 Iwano-Frankiwsk
- Rodyna-Licej Kostopol
- Ternopolanka Tarnopol